# Centromerus persolutus
Centromerus persolutus là một loài nhện trong họ Linyphiidae.
Loài này thuộc chi Centromerus. Centromerus persolutus được Octavius Pickard-Cambridge miêu tả năm 1875.